# Vinařství v Kadani

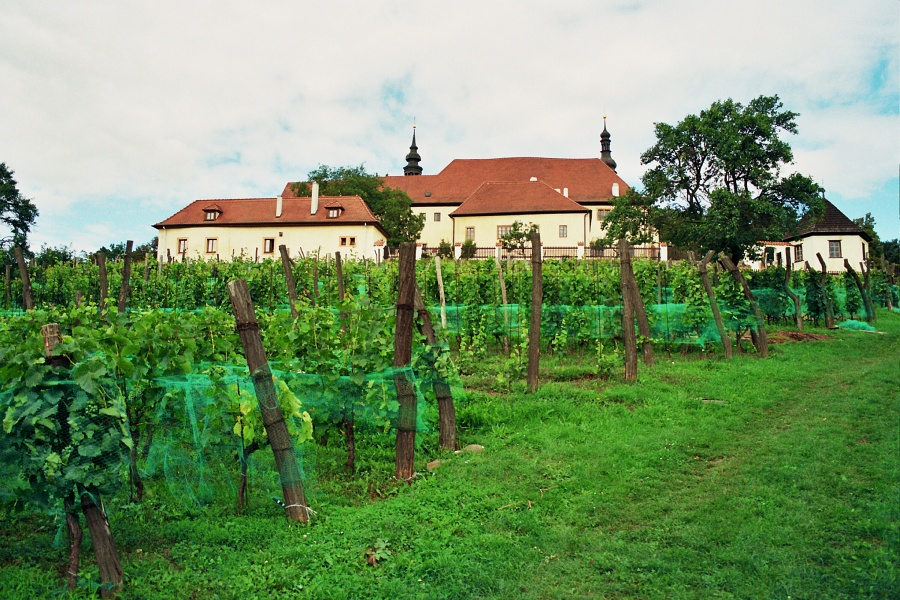
Svatováclavská vinice v zahradách františkánského kláštera v Kadani

Kadaň je součástí vinařské podoblasti litoměřické, která leží ve vinařské oblasti Čechy. Historie vinařství na Kadaňsku sahá hluboko do historie a je spjata s cisterciáckým klášterem ve Waldsassenu. První písemné zmínky pocházejí již ze 13. století. Největší rozkvět zažilo vinařství v Kadani a okolí poté, co se Kadaň v polovině 13. století stala královským městem a nejvíce pak za vlády císaře Karla IV., který dne 8. září 1374 udělil zvláštními vinařskými privilegii Kadani stejná práva a svobody, jakými se při zakládání vinohradů a produkci vína řídili obyvatelé pražští. Po několik staletí pak kadaňské vinařství prosperovalo. Jeho zkázu započala až třicetiletá válka. Od konce 20. století se město Kadaň opět snaží o obnovení vinařství a stalo se také oficiálně vinařskou obcí. Od roku 2000 byla v zahradách františkánského kláštera v Kadani opět zavedena tradice Svatováclavského vinobraní s bohatým kulturním programem. Od roku 2016 je pak možné opět zakoupit a konzumovat kadaňské víno, které je registrováno asociací regionálních značek.

## Historie

### Počátky
Severozápadní Čechy přicházely s vínem do styku odnepaměti díky významné obchodní stezce, která vedla Poohřím do nitra Čech. Kupeckými karavanami byla do Království českého přivážena vína z německého Porýní, z Francie, Itálie i vzdáleného Řecka. Víno se těšilo nebývalé oblibě a stalo se vyhledávaným nápojem. Navíc se stalo v souvislosti se šířením křesťanství, jako víno mešní, nezbytnou součástí liturgie.
Zrod vinařství na Kadaňsku sahá hluboko do historie a je spjat s působením cisterciáckého řádu, který se významně podílel na kolonizaci řídce osídlených oblastí českého státu. Již roku 1165 daroval český král Vladislav I. cisterciáckému klášteru ve Waldsassenu vsi Dolany a Přívlaky. Klášterní panství mezi Kadaní a Žatcem bylo neustále rozšiřováno, například roku 1185 získali cisterciáci ves Vinaře jihovýchodně od Kadaně, což potvrdil i papež Lucius III. Roku 1192 byl dokonce v Mašťově na Kadaňsku založen cisterciácký klášter. Mniši z tohoto kláštera se však už kolem roku 1198 přesunuli do Oseka na Teplicku. 
Konkrétně víno pak zmiňuje listina z roku 1285, kterou se norimberský a loketský purkrabí Fridrich vzdává ročního poplatku jedné urny vína z vinohradu v Přívlakách mezi Kadaní a Žatcem, patřící právě pod správu mnichů z Waldsassenu. Díky této zmínce můžeme odvodit, že na jejich klášterním panství, zahrnujícím koncem 13. století v okolí Kadaně například Poláky, Dolany, Vinaře, Soběsuky, Roztyly, Přívlaky nebo Čínov, se rozkládaly vinohrady, které byly zpravidla osazované révou z Burgundska. Od roku 1261 jsou navíc na Kadaňsku doloženy državy cisterciáckého kláštera Grünhain na Míšeňsku, jehož české centrum bylo v Bystřici. Také tito mniši se věnovali vinařství: první zmínky o vinicích u Bystřice pocházejí z roku 1350. 
Na Kadaňsku začaly vznikat nové vinice také poté, co se Kadaň v polovině 13. století stala královským městem. Od 13. století se pak vinařství slibně rozvíjelo také na Chomutovsku a Mostecku, též na Žatecku, kde se však později důležitější komoditou stal chmel. Nejvýznamnější vinařskou lokalitou však tehdy bylo Litoměřicko, kde je existence vinohradů doložena již od 11. století.

### Rozkvět
Za panování císaře Karla IV. zažilo české vinařství nebývalý rozkvět. Ten totiž roku 1358 vydal velké vinařské privilegium pro Čechy a v Praze nechal zřídit úřad perkmistra hor viničných, který měl dohlížet na vinohrady v celém Českém království. Soudobý opis této listiny z roku 1358 je dochován i v Kadaňském archivu a je tak důkazem velkého zájmu tehdejších kadaňských měšťanů o tuto problematiku. Zakládání vinohradů v okolí královských měst totiž podporoval již Přemysl Otakar II. V polovině 14. století začaly vznikat všude po Čechách nové vinohrady osazované révou z rakouských, německých i francouzských zemí, zejména pak z Burgundska. 
Dne 8. září 1374 udělil císař Karel IV. zvláštními privilegii Kadani stejná práva a svobody, jakými se při zakládání vinohradů a produkci vína řídili obyvatelé Pražští. Měšťané měli zakládat vinohrady na horách a kopcích v okruhu tří mil od města. Vinaři byli navíc motivováni ustanovením dvanáctiletých daňových prázdnin pro nově založené vinice. Museli se však zavázat, že vinice budou minimálně na ploše o velikosti 60 x 8 prutů. Zakládání vinic pak spadalo pod královského perkmistra, správce vinic. Tím byl v Kadani v letech 1374 až 1376 Niklas Rost z Prahy. 
Aby nikdo a nic nebránilo rozvoji vinařství, bylo například tvrdě trestáno poškozování vinohradů: vandalovi byla bez milosti uťata pravá ruka, případně se mohl vyplatit 20 kopami grošů. Pokud byl zlořád přímo při činu chycen a zabit, byl vinař či strážce vinice trestán jen symbolicky: na mrtvolu zabitého měl položit dva haléře. Toto ustanovení v Kadani platilo ještě roku 1579. Rozvoj Kadaňského vinařství byl ohromný a víno se tak brzy stalo důležitým zdrojem příjmů pro celé město. 
Listinou z 8. listopadu 1391 dovolil římský a český král Václav IV. Kadaňským založení dalších vinic, přičemž jednotliví vinaři měli platit desátek městu a zároveň obvyklé daně králi. 
Královské město Kadaň zůstalo významnou vinařskou obcí i po celé 15. století a ani husitské války neznamenaly žádný výrazný pokles produkce. Městská kniha z let 1465 až 1516, evidující majetkové transakce a testamenty kadaňských měšťanů, dosvědčuje existenci desítek vinohradů na Svaté hoře, u Františkánského kláštera Čtrnácti svatých Pomocníků, na Prostředním, Zadním a Dlouhém vrchu, kolem Jezerky, na Jelení hoře i Zlatém vrchu, v Bystřických lukách, v Želinském meandru a na všech vhodných stráních na březích řeky Ohře. Dokonce i za předměstskými branami Hrnčířskou, Schrauzerovou a Svatou byly vinohrady. Další vinice se tehdy nalézaly též kolem říčky Liboce, u Radonic, v Pětipsech a Polákách, u Perštejna nebo později v Domašíně, Vintířově a Běšicích. 
Některé vinice v okolí Kadaně náležely též přímo králi a významným šlechticům. Roku 1468 prodal Jiří z Poděbrad vinohrad u řeky Ohře, zkonfiskovaný jednomu z měšťanů, Gosvinu Spanovi, komturovi kadaňských johanitů. Jan Hasištejnský z Lobkowicz, zástavní pán města Kadaně, koupil roku 1468 od měšťana Martina Sponmüllera vinohrad na Zadním vrchu, jiné dva vinohrady na Jelení hoře a Zlatém vrchu pak daroval roku 1512 svému levobočkovi Wolfgangu z Kadaně. 
V roce 1468 bylo chladné jaro, ještě 24. dubna napadla velká vrstva sněhu, která vydržela po deset dní. Přestože pak přišlo velmi horké a suché léto, úroda kadaňského vína byla toho roku znamenitá. Stejně výjimečná byla úroda v letech 1480 a 1485, kdy městská rada zakázala prodej sudů do sousedních krajů, aby bylo kam víno uskladnit. 
Král Vladislav Jagellonský potvrdil 15. února 1501 na přímluvu bratrů Jana a Bohuslava Hasištejnských z Lobkowicz vinařská privilegia, udělená Kadani císařem Karlem IV. Hned v následujícím roce 1502 byl v Kadani takový nadbytek dobrého vína, že to méně žádané se prý používalo k hašení vápna, které pak bylo pevné jako tmel. Až do roku 1503 mohli šenkovat víno své výroby i obyvatelé kadaňských předměstí, později pak výlučně jen plnoprávní kadaňští měšťané. Vína cizího původu mohla nakupovat pouze městská rada, která měla k jejich uskladnění na Kadaňském hradě vymezené zvláštní prostory, o které se staral radou pověřený šenkýř a v radním sklípku pod městskou radnicí se tak vedle vína kadaňského rozlévalo též víno rýnské, norimberské, mostecké a ústecké. Naopak vydařené ročníky vín z kadaňských vinic byly vysoce ceněny i za hranicemi Kadaňska. Nejlepší z kadaňských vinic byly na Svaté hoře, kde se pěstovala odrůda nazvaná Breitensteiner. Spotřeba vína také vzrostla po roce 1530, kdy v Kadani oficiálně vznikla utrakvistická farnost německého jazyka, k níž později přibyli i luteráni a kalvinisté. Křesťanů přijímajících podobojí byla v Kadani většina a při liturgii používali samozřejmě víno z místních zdrojů. 

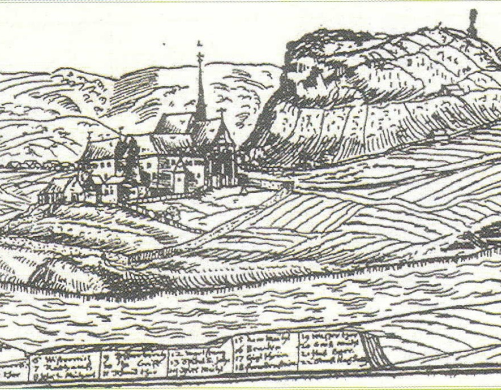
Vinice na Svaté hoře u Františkánského kláštera Čtrnácti svatých Pomocníků na vedutě města Kadaně od Jana Willenberga

Během 16. století se královské město Kadaň díky neutuchající podnikavosti svých měšťanů ocitlo uprostřed jedné velké révové zahrady, jak to později na vedutě města v roce 1602 zachytil Jan Willenberg. Informativní nadpis této veduty zní: Město Kadaň v Království Českém leží mezi vrchy, vinohrady a chmelnicemi. Chmelnice se v okolí Kadaně začínají objevovat již koncem 15. století. 
Ochutnat kadaňské víno bylo mimo jiné také přáním arcibiskupa Antonína Bruse z Mohelnice, který si jej v roce 1563 nechal objednat hned dva povozy. V roce 1564 byla úroda tak ohromná, že městská rada odkoupila od mosteckých měšťanů 4000 sudů, aby kadaňské víno bylo kam uskladnit. Víno bylo distribuováno pro liturgické účely do řady kostelů kadaňského děkanátu i jako součást proviantu do místních klášterů. Ostatně například komtur kadaňských johanitů měl ještě na přelomu 15. a 16. století vlastní vinice. V roce 1581 přikázal císař Rudolf II., aby byl z kadaňského vinného desátku vyplácen díl františkánům u Čtrnácti svatých Pomocníků. 
Také v Kadani se vyskytovaly problémy s nadměrným pitím a alkoholismem, jak dosvědčují některé písemné prameny. Roku 1563 vyšla v Norimberku u tiskaře Valentina Neubera knížka Ein Spruch des Propheten Esaie (Řeč proroka Izajáše). Jejím autorem byl básník Daniel Drechsel, který ji věnoval městské radě v Kadani, aby veřejně poukázal na její zásluhy v boji proti pijáctví. Hlavní část textu pojednává o užitečnosti vína, pije-li se s rozvahou. Ovšem nadměrné nasávání vína, jak píše Drechsel ve své knize, dělá z lidí prasata, lvi a opice, způsobuje horečku a souchotě, bolehlav a žloutenku, dnu a vodnatelnost i jiné zhoubné nemoci. Proto Drechsel znovu v závěru knihy opět pozvedá hlas proti nestřídmosti v pití vína. Pro své závěry cituje jak z Bible, tak ze starých kronik a historií. 
Na dodržování vinařských zákonů v Kadani dohlížel perkmistr viničných hor. Když český král Ferdinand I. potrestal v roce 1547 Kadaňské za účast na stavovském postávní, vyhradil si mimo jiné také právo jmenovat perkmistra. Perkmistrovi či viničnému rychtáři byli v Kadani k dispozici ještě zvláštní viniční radní, které vždy na tři roky jmenovala městská rada. V letech 1546 až 1576 je jich v kronikách zmiňováno šest. Kadaňským perkmistrem byl v roce 1569 Florian z Lambsteinu, v roce 1570 pak Konstantin Selender, císařský rychtář v Kadani, humanistický spisovatel a podporovatel školství. K významným vlastníkům většího počtu vinohradů v Kadani a okolí náležel nobilitovaný měšťan Petr Štěrba ze Štěrbic, právník a významný zemský politik. Koncem 16. století se v Kadani významněji objevuje řemeslo spojené s vinařstvím a sice lahvářství.

### Zánik
Úroda nebyla vždy skvělá a rušení nerentabilních vinic je poprvé zmiňováno roku 1593. Od roku 1615 byla řada vinic přeměněna na polnosti. Přesto se například roku 1616 za pronájem jedné vinice na sedm let platil vysoký nájem pětačtyřiceti kop míšeňských grošů. 
Skutečně velkou ránu pro kadaňské vinohradnictví však znamenala až Třicetiletá válka (1618-1648). Vojska nepřátelská i spojenecká procházející krajem ničila vinice a vinaři neměli čas ani klid na péči o révu. V roce 1627 se navíc na vinohradech přemnožily myši. Rovněž z města odešlo do saského exilu mnoho zkušených vinařů z evangelických rodin. Roku 1626 odešlo jen ze Starého Města Kadaňského pětadvacet evangelických rodin, které předtím vlastnily a obhospodařovaly dvaadvacet městských vinohradů. 

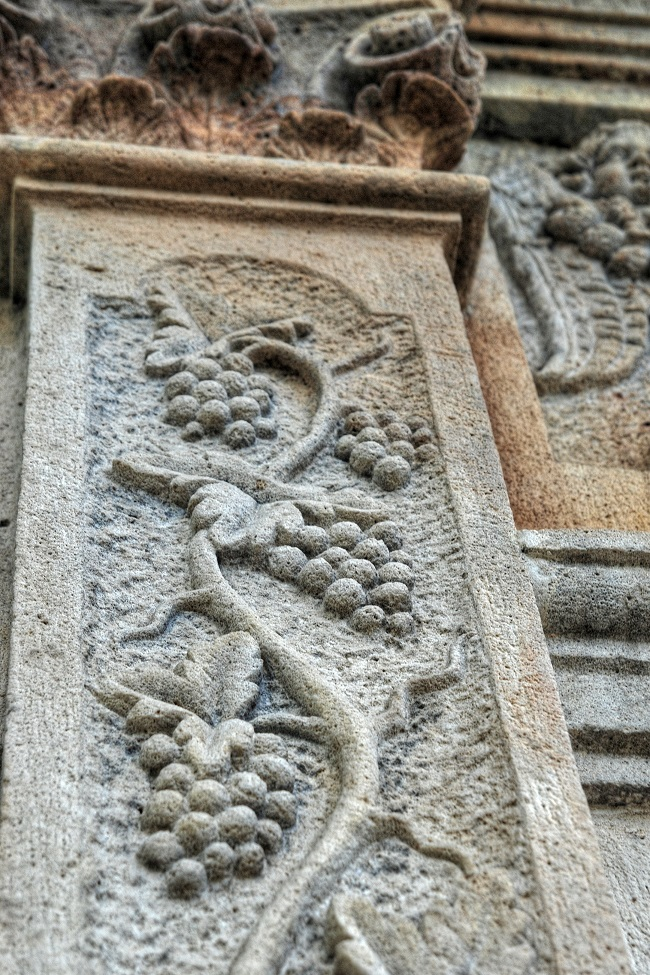
Motiv vinné révy na 5. zastavení křížové cesty v Kadani z roku 1694

Přestože byla značná část vinic v okolí Kadaně vymýcena, ještě v roce 1638 se v Kadani vyprodukovalo na 500 věrtelů vína, což odpovídá bezmála dvanácti tisícům litrů. Žejdlík (asi půl litru) kadaňského moštu, jak se tehdy říkalo místnímu burčáku, který byl vždy měšťany rychle spotřebován, se tehdy prodával zpočátku za tři a později i za čtyři krejcary. Už v srpnu 1639 však nebylo k dispozici žádné kadaňské víno. Do Kadaně se začalo importovat víno z Porýní, Frank i Polabí. Mnozí vinaři se vinou válečných útrap a tvrdé konkurence vzdali svých snah a řada zbylých vinohradů byla vymýcena a nahrazena polnostmi, později též ovocnými sady. Další tvrdou ránu vinařství na Kadaňsku zasadila v září roku 1647 švédská vojska. Ta tehdy obsadila Cheb a vojska generálů Wrangela a Wittenberga dorazila až ke Kadani, kde si u vsi Poláky zřídila ležení. To první, do čeho se válkou zdivočelí vojáci pustili, bylo plundrování vinohradů. Část úrody byla zničena, další část byla vojáky systematicky sklizena. Další díl zničila táhnoucí císařská armáda generála hraběte Holzapfela. Vinná réva byla tehdy dokonce používána jako palivové dřevo. Dílo zkázy pak dokonaly přírodní pohromy: horká a suchá léta 1631 a 1639, přemnožení myší roku 1640, chladné počasí a kruté mrazy v letech 1641 až 1643.
Dne 25. února 1655 zakázala na podporu místních vinařů městská rada dovoz a šenkování cizích vín v předměstských čtvrtích. Na Starém Městě však dominovala importovaná vína francká, rýnská, rakouská a dokonce i španělská. Cizí vína se tehdy navíc těšila větší oblibě než vína domácí a také pití piva získalo více na oblibě. Přes veškeré snahy ochránit kadaňské vinařství se však blížila jeho úplná zkáza. Z 18. století jsou o kadaňském víně v pramenech jen sporadické zmínky. Přesto na nových hlavních dveřích do městské radnice z roku 1713 jsou vedle hrušek a chmele vyobrazeny také vinné hrozny, jako důležitá zemědělská komodita města Kadaně. Ještě roku 1845 je v Kadani evidováno deset hektarů vinic, především na Svaté hoře a na březích řeky Ohře. Posledním kadaňským vinařem byl měšťan Pollet, který se však révou zabýval spíše pro vlastní potěšení a z úcty k tradici, než kvůli zisku. 

### Obnova
Kolem roku 1870 se nacházely zbytky zplanělých vinic na Jelení hoře nad Bystřicí a koncem 19. století se pokoušel kadaňské vinařství obnovit Wendelin Schmidt, měšťan a gymnaziální profesor. Také ve 20. století se nacházely jednotlivé kmeny vinné révy v zahradách Františkánského kláštera, na březích řeky Ohře či na Svaté hoře. Na kopcích v okolí města se dochovaly pobořené kamenné viničné terasy, někde i zbytky vinařských domků.
V roce 1997 hledalo město Kadaň využití pro zahrady Františkánského kláštera Čtrnácti svatých Pomocníků, který v té době procházel rozsáhlou rekonstrukcí. Zatímco menší část klášterní zahrady je upravena jako odpočinková okrasná zahrada, větší část byla obnovena jako vinice a chmelnice. V návaznosti na tuto obnovu vznikly i na několika dalších místech ve městě vinice.
Roku 2000 se konal první ročník obnoveného kadaňského Svatováclavského vinobraní.
Dne 17. října 2008 se v Kadani konala mezioborová česko-saská konference nazvaná FERGUNNA I. – minulost, současnost a budoucnost vinařství v česko-saském kulturním prostoru. K uskutečnění došlo díky štědré podpoře města Kadaně a starosty města PaeDr. Jiřího Kulhánka. Čestnou záštitu nad konferencí převzali tehdejší ministr zemědělství Mgr. Petr Gandalovič a hejtman Ústeckého kraje Ing. Jiří Šulc. Na konferenci promluvil například Ing. arch. Josef Pleskot, doc. Miloš Řezník z technické univerzity v Saské Kamenici (Chemnitz) nebo prof. Jan Royt a doc. Petr Hlaváček z Karlovy university v Praze.
V současnosti je Kadaň opět registrovanou vinařskou obcí a místem konání již tradičního Svatováclavského vinobraní.